# Schafhausen (Erbenhausen)
Schafhausen ist ein Ortsteil von Erbenhausen im Landkreis Schmalkalden-Meiningen in Thüringen.

## Lage
Basaltkegel bestimmen neben Wäldern und landwirtschaftlichen Nutzflächen das Landschaftsbild um Schafhausen und seiner Kerngemeinde. Auch die Felda entspringt hier im Umland. Südlich von Erbenhausen führt auch die Landesstraße 2621 vorbei und bindet das Dorf verkehrsmäßig an.

## Geschichte
Am 16. September 1031 wurde der Ort erstmals urkundlich erwähnt. Erst gehörte das Dorf zum Kloster Fulda, dann wechselten die Herren öfter. Der Ort gehörte später zum Hintergericht im Amt Lichtenberg im Herzogtum Sachsen-Eisenach bzw. später Sachsen-Weimar-Eisenach.
1634 im Dreißigjährigen Krieg brannten Kroaten das Dorf komplett nieder. 1898 war ein weiteres Großfeuer. 1902 wurde eine neue Kirche  eingeweiht, die nach Plänen des Meininger Hofbaurates Karl Behlert als neogotisches Bauwerk im „schottischen Stil“ errichtet worden war. 177 Personen leben 2012 im Ortsteil.

## Naturdenkmäler
- Eiche mit einem Brusthöhenumfang von 6,40 m (2016).[3]